# 神农架蒿
神农架蒿（学名：Artemisia shennongjiaensis）为菊科艾蒿属的植物，是中国的特有植物。分布于中国大陆的湖北等地，生长于海拔1,560米的地区，多生长在林缘或路旁等地，目前尚未由人工引种栽培。

## 别名
鄂西蒿（湖北）